# Hans Schiffers
Hans Schiffers (Hilversum, 2 mei 1960) is een Nederlandse presentator en diskjockey voor AVROTROS bij NPO Radio 5.
Hij begon zijn radioloopbaan in Hilversum bij illegale radiozender City Radio (1983-1985) onder de naam René van Dijk. Op 2 december 1985 startte hij als dj bij de AVRO op Radio 3. Tot 1997 presenteerde hij op die zender programma's als De baas van de week, Het Steenen Tijdperk, Een broodje met..., Popparazzi en Arbeidsvitaminen. Op televisie presenteerde hij onder andere in het voorjaar van 1992 zes afleveringen van De Sleutels van Fort Boyard en de dagelijkse tv-quiz Boggle (1992/1993). In 1997 stapte hij van Radio 3 over naar Radio 2 en was tot 2001 de presentator van het programma Thuis op 2 (de opvolger van Van Staa tot Zeven). Van 2004 tot en met 2007 en in 2014 presenteerde hij de laatste uren van de Nederlandse Top 2000. Hij was de enige die vanaf het begin (1999) zestien edities aaneengesloten als dj dit eindejaarsprogramma mede presenteerde.
Sinds 2001 was hij presentator van het Radio 2-programma Schiffers.fm. In 2005 was hij naast Nance op televisie te zien als co-host bij het Nationaal Songfestival. Schiffers kreeg in 2003 de Eurovision Artists Award voor zijn kritische en enthousiaste aandacht voor het liedjesfestijn. Sinds 12 september 2010 was Schiffers.fm elke zondagochtend te beluisteren tussen 09.00 en 12.00 uur op Radio 2. Verder presenteerde Hans elke zaterdagavond van 18.00 tot 21.00 uur The Best of 2night via Radio 2 en elke zondagavond van 18.00 tot 20.00 uur Mega Album Top 50 op diezelfde zender.
Een van de onderdelen van het radioprogramma Schiffers.fm was de Cryptopicto. Hiervoor tekende Schiffers zelf een tekening, waarmee hij een bepaalde artiest met een bepaald nummer uitbeeldde. De tekening was op de website te bekijken. De juiste oplossing kon worden ingestuurd. De winnaar won dan een van de drie verschenen Cryptopicto-boekjes met daarin 94 cartoons.
Per januari 2017 is Schiffers overgestapt naar NPO Radio 5 waar hij Arbeidsvitaminen voor de AVROTROS presenteert.
In 2009 was hij kandidaat in het AVRO-tv-programma Wie is de Mol?, waarin hij afviel in de derde aflevering. Ook werkte hij mee aan Opsporing verzocht en verzorgde de achtergrondstem bij reportages.      
Schiffers is getrouwd met Rob Sol.
Huidige: · Annemieke Schollaardt · Bart Arens · Carolien Borgers · Evelien de Bruijn · Corné Klijn · Daniël Lippens · Desiree van der Heiden · Dolf Jansen · Eddy Keur · Emmely de Wilt · Evert Duipmans · Jan-Willem Roodbeen · Jeroen Kijk in de Vegte · Jeroen van Inkel · Leo Blokhuis · Martine ten Klooster · Morad El Ouakili · Paul Rabbering · Ruud de Wild · Shay Kreuger ·Tannaz Hajeby · Thomas Hekker · Willemijn Veenhoven
Voormalige: Alfred van de Wege · Andrew Makkinga · Bert Haandrikman · Bert Kranenbarg · Cees van Zijtveld · Cielke Sijben · Daniël Dekker · Edwin Diergaarde · Felix Meurders · Ferry Maat · Frank du Mosch · Frits Sissing · Frits Spits · Gerard Ekdom · Giel Beelen · Gijs Staverman · Hans Schiffers · Henk van Steeg · Jan Paul Grootentraast · Jasper de Vries · Jeanne Kooijmans · Jeroen Mulder · Jetske van Staa · Jurgen van den Berg · Karel van Cooten · Kasper Kooij · Kimberley Dekker · Malou Holshuijsen · Marc Adriani · Marisa Heutink · Mart Smeets · Miranda van Holland · One'sy Muller · Peter Schuiten · Peter van Bruggen · Rick van Velthuysen · Rob Stenders · Roeland van Zeijst · Ron Stoeltie · Rutger Radstaake · Ruud Hermans · Sander de Heer · Sander Guis · Sara Kroos · Simone Walraven · Ted de Braak · Thijs Maalderink · Thomas van Vliet · Timur Perlin · Toine van Peperstraten · Tom Mulder · Will Luikinga · Yora Rienstra· Wouter van der Goes· Frank van 't Hof · Stefan Stasse  ·